# Emma Orczy

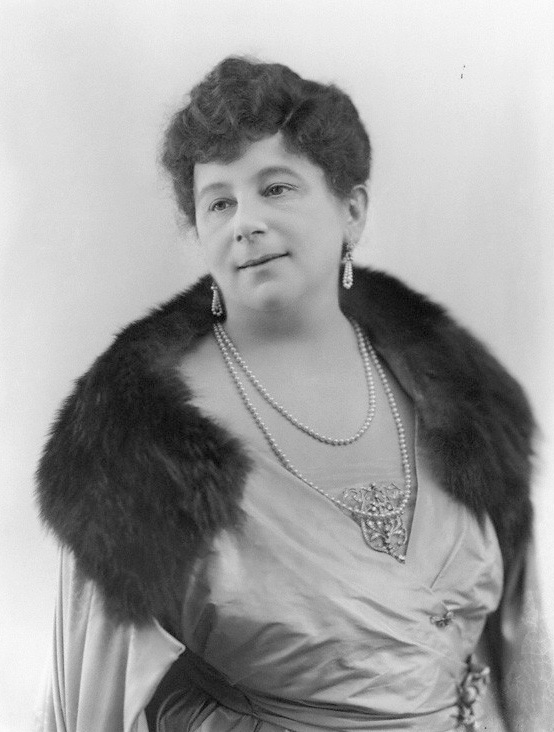
Emma Orczy en 1920.

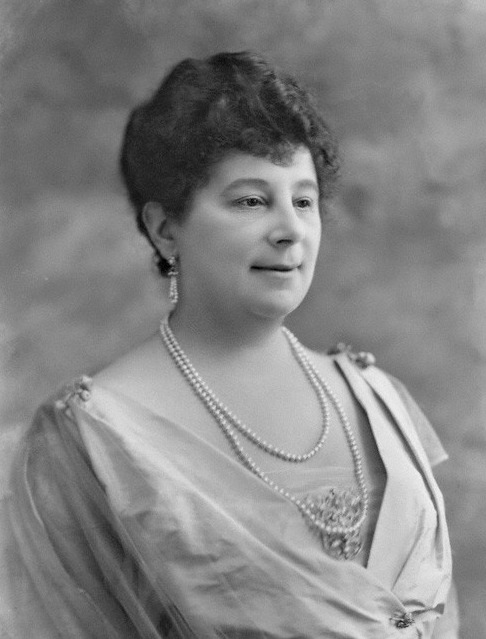
Otra fotografía de Emma Orczy en 1920.

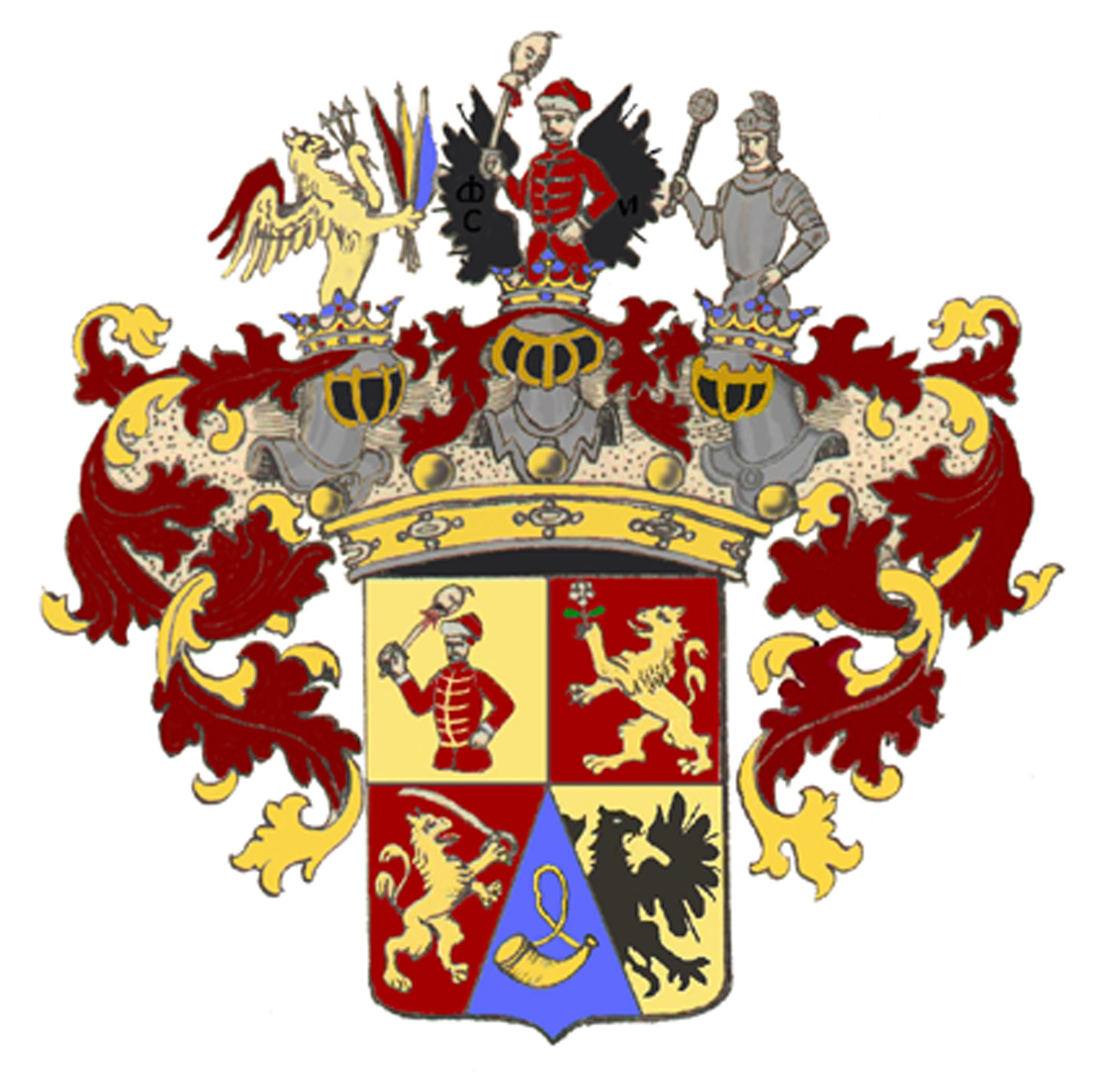
Escudo de armas de la familia Orczy.

La baronesa Emma Orczy (nacida como Emma Magdolna Rozalia Maria Jozefa Borbala Orczy; Tarnaörs, Hungría, 23 de septiembre de 1865 - Londres, 12 de noviembre de 1947) fue una novelista, dramaturga y artista británica de origen húngaro.

## Biografía
Era hija del barón Felix Orczy (compositor) y de su esposa, la condesa Emma Wass. Entre los amigos de la familia estaban los compositores Charles Gounod, Franz Liszt y Richard Wagner.
El padre, un empresario que había intentado modernizar con nueva maquinaria su empresa, vio cómo los obreros incendiaban las máquinas en una revuelta y quedó tan afectado que decidió abandonar Hungría con su familia en 1868. Vivieron en Bruselas y luego en París, donde Emma estudió música. Por último, la familia se estableció en Londres en 1880, en el 162 de la calle Great Portland. Emma Orczy siguió cursos en la West London School of Art y luego en la Heatherley's School of Fine Art, donde conoció a Montague Maclean Barstow, al que desposaría en 1894.
Los esposos carecían de medios económicos y Emma Orczy tuvo que trabajar con su marido como traductora e ilustradora. Su único hijo, el futuro escritor John Montague Orczy-Barstow, nació el 25 de febrero de 1899. Poco tiempo después la baronesa publicó su primera novela, The Emperor's Candlesticks (1899), que no obtuvo éxito alguno. En revancha, una serie de relatos policiacos aparecidos en el Royal Magazine le atrajo cierto público. Eran bastante originales, pues hacía que los casos criminales los resolviera no el usual detective, sino un “Viejo del rincón” (The Old Man In the Corner, 1909), que permanecía sentado en un salón de té londinense atando o desatando nudos en un cordel y tomando vasos de leche o porciones de tarta de queso. Sus casos se los traía una joven periodista, Polly Burton.
El libro siguiente, In Mary's Reign (1901), fue mejor recibido y en 1903 escribió con su marido una pieza teatral que introducía en escena a un caballero inglés que recogía a aristócratas franceses huidos de la Revolución francesa, The Scarlet Pimpernel ("La Pimpinela escarlata"). La obra conoció un gran éxito durante cuatro años y esto impulsó a la escritora a escribir una novela bajo el mismo título y otras mismas sobre el mismo personaje, sir Percy Blakeney, La pimpinela escarlata (1905 – 1940), de las cuales la más famosa fue Will Repay (1906). El personaje principal es un aristócrata aparentemente dandy, fatuo y superfluo, que lleva una doble vida en tiempos del Reinado del Terror, durante la Revolución francesa, salvando a aristócratas inocentes del Comité de Salud Pública y la guillotina. Percy se siente traicionado por su esposa, la actriz francesa Marguerite Saint Just, y es perseguido sin tregua por el agente republicano francés Chauvelin.
El éxito de sus obras permitió a la baronesa comprarse una propiedad en Montecarlo, la Villa Bijou, donde pasaba los inviernos. En esos años viajó bastante por Europa y América. Murió en Henley-on-Thames el 12 de noviembre de 1947 a la edad de ochenta y dos años. Su hijo, John Montague Orczy-Barstow, también adoptó la profesión de la escritura bajo el pseudónimo de "John Blakeney", tomado del personaje más célebre creado por su madre.

## Obras
Traducciones

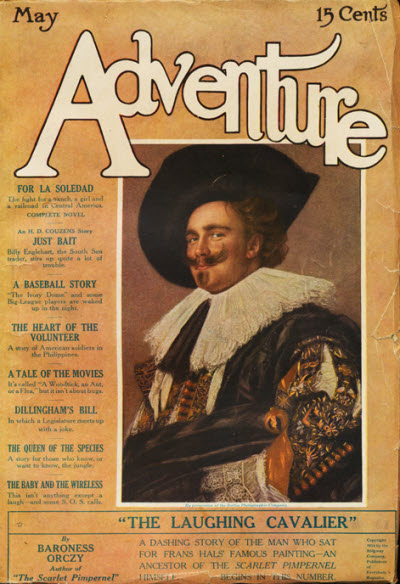
The Laughing Cavalier fue serializado en la revista Adventure en 1914.

- Old Hungarian Fairy Tales (1895) translator with Montague Barstow
- The Enchanted Cat (1895) translator with Montague Barstow
- Fairyland's Beauty (1895) translator with Montague Barstow
- Uletka and the White Lizard (1895) translator with Montague Barstow

Piezas teatrales
- The Scarlet Pimpernel (1903)
- The Sin of William Jackson (1906)
- Beau Brocade (1908)
- The Duke's Wager (1911)
- The Legion of Honour (1918), adaptada de A Sheaf of Bluebells

Colecciones de relatos
- The Case of Miss Elliott (1905)
- The Old Man in the Corner (1909)
- Lady Molly of Scotland Yard (1910)
- The Man in Grey (1918)
- The League of the Scarlet Pimpernel (1919) (The Scarlet Pimpernel series)
- Castles in the Air (1921)
- Unravelled Knots (1926)
- Skin o' My Tooth (1928)
- Adventures of the Scarlet Pimpernel (1929) (The Scarlet Pimpernel series)

Novelas
- The Emperor's Candlesticks (1899)
- In Mary's Reign (1901), luego titulada The Tangled Skein (1907)
- La Pimpinela Escarlata (The Scarlet Pimpernel) (1905)
- By the Gods Beloved (1905), más tarde lanzada en los Estados Unidos como The Gates of Kamt (1907)
- I Will Repay, The Scarlet Pimpernel 2 (1906)
- A Son of the People (1906)
- Beau Brocade (1907)
- The Elusive Pimpernel, The Scarlet Pimpernel 3 (1908)
- A Ruler of Princes (1909)
- The Nest of the Sparrowhawk (1909)
- Petticoat Government (1910)
- A True Woman (1911)
- The Traitor (1912)
- The Good Patriots (1912)
- Fire in Stubble (1912)
- Meadowsweet (1912)
- Eldorado (1913) (The Scarlet Pimpernel series)
- Unto Cæsar (1914)
- The Laughing Cavalier (1914) (The Scarlet Pimpernel series)
- A Bride of the Plains (1915)
- The Bronze Eagle (1915)
- Leatherface (1916)
- Lord Tony's Wife (1917) (The Scarlet Pimpernel series)
- A Sheaf of Bluebells (1917)
- Flower o' the Lily (1918)
- His Majesty's Well-beloved (1919)
- The First Sir Percy (1921) (The Scarlet Pimpernel series)
- The Triumph of the Scarlet Pimpernel (1922) (The Scarlet Pimpernel series)
- Nicolette: A Tale of Old Provence (1922)
- The Honourable Jim (1924)
- Pimpernel and Rosemary (1924) (The Scarlet Pimpernel series)
- Les Beaux et les Dandys de Grand Siècles en Angleterre (1924)
- The Miser of Maida Vale (1925)
- A Question of Temptation (1925)
- The Celestial City (1926)
- Sir Percy Hits Back (1927) (The Scarlet Pimpernel series)
- Blue Eyes and Grey (1929)
- Marivosa (1930)
- In the Rue Monge (1931)
- A Joyous Adventure (1932)
- A Child of the Revolution (1932) (The Scarlet Pimpernel series)
- The Scarlet Pimpernel Looks at the World (1933) (The Scarlet Pimpernel series)
- The Way of the Scarlet Pimpernel (1933) (The Scarlet Pimpernel series)
- A Spy of Napoleon (1934)
- The Uncrowned King (1935)
- The Turbulent Duchess (1935)
- Sir Percy Leads the Band (1936) (The Scarlet Pimpernel series)
- The Divine Folly (1937)
- No Greater Love (1938)
- Mam'zelle Guillotine (1940) (The Scarlet Pimpernel series)
- Pride of Race (1942)
- The Will-O'-The-Wisp (1947)

Ediciones Omnibus
- The Gallant Pimpernel etc. (1930) colección de cuatro novelas
- The Gallant Pimpernel (1939) cuatro novelas
- The Gallant Pimpernel (1957) cuatro novelas

Autobiografía
- Links in the Chain of Life (1947)